# Onde Guardamos as Flores?
Onde Guardamos as Flores?, é o décimo segundo álbum de estúdio da banda brasileira de rock Resgate, lançado em novembro de 2024 de forma independente.
Gravado no estúdio VIP, do ex-integrante Dudu Borges, foi produzido pela própria banda e conta com repertório quase todo escrito pelo vocalista Zé Bruno, exceto o single "Não Sou Mais Eu", colaboração do cantor com o guitarrista Hamilton Gomes.

## Antecedentes
Em 2019, com a comemoração dos 30 anos de aniversário da banda, os músicos lançaram um documentário, cujo nome foi É Só Isso Aqui, que acabou se tornando também o título do álbum de inéditas lançado em formato físico em 2020 como um álbum triplo de 30 faixas. Na época, Zé Bruno justificou a ideia de um álbum triplo com a intenção de ousar e fazer algo diferente. Um dos participantes do documentário foi o ex-tecladista Dudu Borges, que gravou com o Resgate de 2002 a 2012 e deixou a banda por não conseguir conciliar sua atividade como produtor musical. A relação de Borges com a banda, mesmo após a saída, continuou sendo positiva, com elogios públicos de Zé sobre Dudu. Em 2017, as baterias do álbum No Seu Quintal chegaram a ser gravadas no VIP, estúdio de Dudu Borges.
Durante a pandemia de Covid-19, Zé Bruno lançou seu primeiro álbum solo, gravado em colaboração com o cantor Vavá Rodrigues, chamado Pronto pra Consumo. Já em 2023, a banda embarcou em uma turnê comemorativa de 30 anos do álbum Novos Rumos, lançado em 1993.

## Gravação
O álbum foi gravado no estúdio VIP, sendo o primeiro registro da banda totalmente gravado no local desde Ainda não É o Último (2010). Na ocasião, a banda compartilhou em vídeo que a obra seria produzida por Dudu Borges. No entanto, o registro final acabou por não trazer o ex-tecladista que, no mesmo período, estava produzindo o álbum Check-In (2024), da dupla sertaneja Jorge & Mateus. Músicos de sessão, como Pedrinho Cardenas (que já tinha participado em É Só Isso Aqui), completaram os trechos de teclado e piano do álbum. Além disso, a obra trouxe a participação de Lucca Bruno, filho de Zé Bruno, que atuou na produção de registros antecessores do Resgate e trabalha com Dudu.
Em termos de repertório, quase todas as canções do álbum são da autoria exclusiva de Zé Bruno, exceto "Não Sou Mais Eu", colaboração de Zé com o guitarrista Hamilton Gomes. Desta forma, é o álbum com mais participação de Zé Bruno como compositor desde Eu Continuo de Pé (2002).

## Lançamento
Onde Guardamos as Flores? foi lançado em novembro de 2024, de forma independente pela própria banda e com distribuição digital da ONErpm. Três singles foram lançados antes do álbum: "Não Sou Mais Eu", "Nas Chagas" e "O Começo, o Fim e o Meio". A banda promoveu um show de lançamento do álbum em São Paulo, no dia 30 de novembro de 2024.
A banda promoveu um projeto bem sucedido de financiamento coletivo para a produção de tiragens do álbum em CD e vinil, com os primeiros exemplares entregues para os financiadores em 2025.

## Faixas
Todas as composições de Zé Bruno, exceto "Não Sou Mais Eu", de Zé Bruno e Hamilton Gomes.
1. "Nosso Erro"
2. "Não Sou Mais Eu"
3. "Uma Liberdade"
4. "Nas Chagas"
5. "A Balada do Ogro"
6. "O Começo, o Fim e o Meio"
7. "Filhos da Luz"
8. "Um Nariz Vermelho"
9. "Tão Sós"
10. "Por Aparelhos"